# Dura Vermeer
Dura Vermeer er en nederlandsk byggekoncern. Den blev etableret i 1998 ved en fusion mellem byggevirksomheden Dura etableret i 1855 og entreprenørvirksomheden P. Vermeer etableret i 1961.